# Władimir Betz

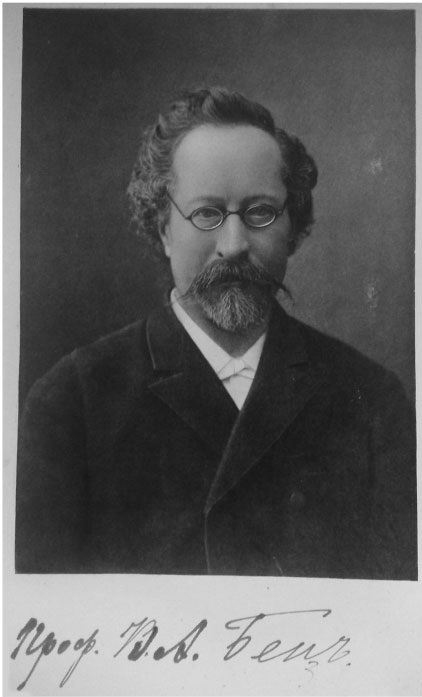
Władimir Betz

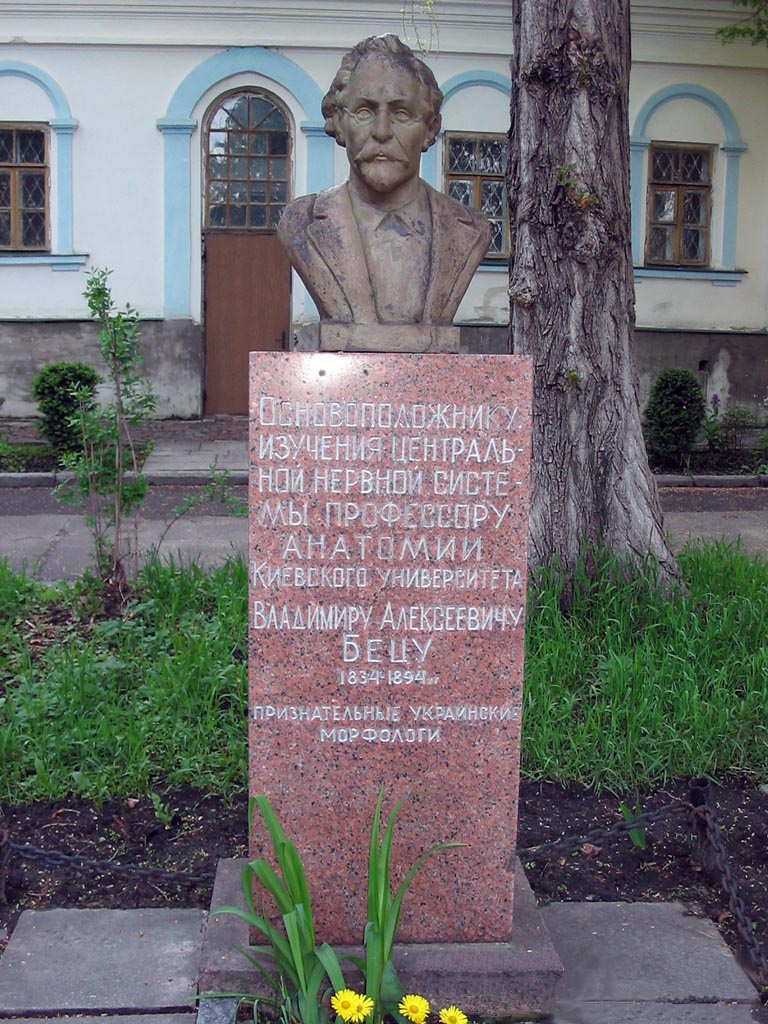
Popiersie Władimira Betza w Kijowie

Władimir Aleksiejewicz Betz (ukr. Володимир Олексійович Бец, ros. Владимир Алексеевич Бец, ur. 14 kwietnia?/26 kwietnia 1834 w Tatarowszczyje, zm. 30 września?/12 października 1894 w Kijowie) – ukraiński anatom i histolog, profesor Uniwersytetu Kijowskiego. Odkrył olbrzymie neurony piramidowe w korze ruchowej, do dziś określane niekiedy jako komórki Betza.
Swoją edukację rozpoczął w gimnazjum w Nieżynie. W 1853 ukończył gimnazjum II stopnia w Kijowie i rozpoczął studia medyczne na Uniwersytecie Św. Włodzimierza w Kijowie, które ukończył w 1860 roku. Został na uczelni jako prosektor w wydziale anatomii. W maju 1861 roku wyjechał w podróż po uczelniach europejskich, uczył się m.in. od Brückego, Bunsena, Köllikera, Helmholtza i Kirchhoffa. Powrócił do Rosji we wrześniu 1862. Od 1864 do 1867 wykładał anatomię i histologię na macierzystej uczelni. W 1868 został profesorem nadzwyczajnym, a w 1870 profesorem zwyczajnym anatomii. W 1870 roku jego preparaty neurohistologiczne zostały nagrodzone na rosyjskiej wystawie, a w 1873 na Wystawie Światowej w Wiedniu.

## Wybrane prace
- О кровообращении в печени. Киев, 1863
- Новый метод исследования центральной нервной системы человека, Зап. Киевск. общ. естествоиспыт, 1870
- О группировке извилин человеческого мозга. Зап. Киевск. общ. естеств., 1871
- Das Gesetz der Vertheilung der Gyri und Sulci der menschlichen Gehirnoberfläche, Sitzungsbericht der Wiener Psychiatren
- Два центра в мозговой корке у человека. Москва: Мед. вестн., 1875
- Анатомия поверхности головного мозга человека, с атласом и 86 таблиц. Университетские известия, 1883
- Антонович ВБ, Бец ВА: Исторические деятели Юго-западной России в биографиях и портретах. Киев, 1885